# Ludwik Grossman
Ludwik Grossman, też Grossmann, Grosman, pseudonim „W. Horejszo” (ur. 6 marca 1835 w Turku, zm. 15 lipca 1915 w Wiesbaden)  – polski kompozytor, organizator życia muzycznego, dyrygent, pianista i organista.

## Życiorys
W 1853 ukończył Wyższą Szkołę Realną w Kaliszu, tam też uczył się gry na fortepianie u Józefa Drobniewskiego i na skrzypcach u W. Kopińskiego. Naukę muzyki kontynuował w Warszawie u Karola Augusta Freyera, a od 1854 przebywał przez 3 lata w Berlinie, gdzie studiował kompozycję pod kierunkiem Carla Friedricha Rungenhagena i uczęszczał na uniwersytet. Po powrocie do Warszawy występował jako pianista, organista i dyrygent chóralny, uczył też muzyki w Instytucie Szlacheckim oraz prywatnie .
W 1857 przystąpił do spółki z Juliuszem Hermanem, właścicielem składu fortepianów, pianin, fisharmonii i melodykonów , mieszczącego się w Warszawie przy ul. Miodowej, przy którym działała sala koncertowa; występowali w niej słynni artyści, goszczący w Warszawie (m.in. Artur Rubinstein, Pablo Sarasate, Piotr Czajkowski, Sarah Bernhardt). Grossman zajmując się głównie artystyczną stroną przedsiębiorstwa . W 1866 przebywał w Paryżu, gdzie zabiegał o wystawienie swej opery Rybak z Palermo z librettem Jana Chęcińskiego , ocenionej pozytywnie przez Gioacchino Rossiniego . We Francji przebywał powtórnie w 1895 .
Grossman zasłużył się głównie jako organizator życia muzycznego w Warszawie, choć współcześni widzieli w nim przede wszystkim kompozytora (podkreślano zwłaszcza zręczną i oryginalną instrumentację, a także prostotę inwencji melodyczną). Był współwłaścicielem największego w kraju przedsiębiorstwa handlowo-muzycznego, współzałożycielem i w latach 1871-1874 członkiem komitetu Warszawskiego Towarzystwa Muzycznego, członkiem pierwszego zarządu Filharmonii Warszawskiej, członkiem Dyrekcji Teatrów Cesarskich; współpracował z pismem „Echo Muzyczne, Teatralne i Artystyczne”, wspomagał finansowo działalność Warszawskiego Towarzystwa Śpiewaczego «Lutnia»; przez szereg lat prowadził wraz z żoną interesujący salon muzyczny, utrzymywał stosunki ze światem muzyki Europy i USA. Występował też czynnie jako dyrygent .

## Twórczość
Kompozycję traktował drugoplanowo, mimo iż utwory jego często wykonywano i wydawano za granicą. Podczas uroczystości otwarcia Kanału Sueskiego wykonano zamówioną specjalnie u Grossmana kantatę, za którą kompozytor otrzymał od emira order . Operę Duch wojewody z librettem Władysława Ludwika Anczyca  wystawiano z powodzeniem również w Wiedniu (1877), gdzie zyskała pochlebną opinię Eduarda Hanslicka, w Krakowie (1877), Peszcie, Petersburgu (1877), Lwowie (1878), Grazu, Cieplicach, Bernie i Berlinie (1884) . Pozostałe dwie jego opery – Kornet Hamilton (1867) z librettem Anczyca i Les sabots de la marquise (1896) – nigdy nie zostały wykonane ani opublikowane .
Jego muzyka instrumentalna ograniczała się głównie do partytur baletowych, niewielkiej ilości utworów kameralnych i salonowych utworów na fortepian. Skomponował też cztery uwertury: Uwerturę koncertową e-moll, uwerturę Król Lear do tragedii Williama Szekspira (1957), Uwerturę ukraińską „Maria” (1860) do poematu Antoniego Malczewskiego, która znajdowała się w repertuarze orkiestr niemieckich oraz nieukończoną uwerturę Szermierz z Rawenny (1877) do tragedii Franza Grillparzera . W Polsce szczególną popularność zyskał marsz na chór męski Raźno chłopcy oraz instrumentalny czardasz z opery Duch wojewody .